# Telmatosaurus
A Telmatosaurus a hüllők (Reptilia) osztályának dinoszauruszok csoportjába, ezen belül a madármedencéjűek (Ornithischia) rendjébe, az (Ornithopoda) alrendjébe és a Hadrosauridae családjába tartozó nem.

## Tudnivalók
A Telmatosaurus (jelentése: 'mocsárgyík'), a Hadrosauridae család egy ősibb alakja. Az állat a késő kréta időszakban élt. E dinoszaurusz eléggé kis méretű volt, a hossza körülbelül 5 méter lehetett, ezért az izolált zsugorodás példájaként is említik. A Telmatosaurust Erdély területén fedezték fel. A típusfajt, a Telmatosaurus transylvanicust Nopcsa Ferenc írta le, 1899-ben.

## Fordítás
Ez a szócikk részben vagy egészben a Telmatosaurus című angol Wikipédia-szócikk ezen változatának fordításán alapul.  Az eredeti cikk szerkesztőit annak laptörténete sorolja fel. Ez a jelzés csupán a megfogalmazás eredetét és a szerzői jogokat jelzi, nem szolgál a cikkben szereplő információk forrásmegjelöléseként.